# مليارات ومليارات
كتاب مليارات ومليارات: أفكار حول الحياة والموت على حافة الألفيّة، كتبه عالم الفلك الأمريكي كارل ساغان ونشره دار النشر «راندوم هاوس» في عام 1997م؛ من الجدير بالذكر أن هذا الكتاب كان آخر كتاب كتبه كارل ساغان قبل وفاته في عام 1996م.
يعتبر هذا الكتاب من أهم الكتب العلميّة التي تناقش مواضيع مختلفة ومتنوّعة، كما ترك أثر كبير في جميع القرّاء الذين قرؤوا هذا الكتاب.

## نظرة عامة
كتاب «مليارات ومليارات: أفكار حول الحياة والموت على حافة الألفيّة»، عبارةٌ عن مجموعةٍ من المقالات التي كتبها الرائد العلميّ الأمريكيّ كارل ساغان، وتغطي هذه المقالات مجموعةً منوّعةً من المواضيع، مثل الاحتباس الحراري، ومشكلة الانفجار السكاني، والحياة خارج الكرة الأرضيّة، الأخلاقيّات، بالإضافة إلى مناقشة قضيّة الإجهاض.
الفصل الأخير في الكتاب، هو سردٌ لصراع كارل ساغان مع متلازمة خلل التنسج النخاعي، هذا المرض الذي استنزف حياة العالم كارل ساغان، وكان السبب في وفاته في شهر كانون الأول في عام 1996م.
قامت آن درويان زوجة كارل ساغان، بكتابة خاتمة كتاب «مليارات ومليارات: أفكار حول الحياة والموت على حافة الألفية»، بعد وفاة زوجها.

## «مليارات ومليارات»
لمساعدة معجبي ومشاهدي وثائقيّ «الكون: رحلة شخصية»، على التفريق بين «ملايين» و«مليارات»؛ شدّد ساغان على حرف الـ (B) في كلمة (Billions) والتي تعني «مليارات». لكن في الحقيقة لم يقل ساغان على الإطلاق جملة «مليارات ومليارات» (Billions and Billions)، إلا أن الجمهور قام بربط العبارة الشهيرة مع كارل ساغان بعد إحدى حلقات البرنامج الحواري «عرض الليلة» (Tonight Show)، عندما قلّد جوني كارسون بشكل ساخر الطريقة التي قد يقول يها كارل ساغان عبارة «مليارات ومليارات» (Billions and Billions)؛ مع ذلك، أصبحت العبارة الآن عبارة عن عددٍ خياليّ مضحكٍ مرتبط بشكل وثيق بكل ما يتعلّق بعالم الفلك الشهير والرّائد في مجال العلوم كارل ساغان.